# Cyrtodactylus teyniei
Espèce
Cyrtodactylus teyniei est une espèce de geckos de la famille des Gekkonidae.

## Répartition
Cette espèce est endémique de la province de Borikhamxay au Laos.

## Étymologie
Cette espèce est nommée en l'honneur d'Alexandre Teynié.

## Publication originale
- David, Nguyen, Schneider & Ziegler, 2011 : A new species of the genus Cyrtodactylus Gray, 1827 from central Laos (Squamata: Gekkonidae). Zootaxa, n. 2833, p. 29–40.